# Tommaso Preljubović
Tommaso Preljubović (in serbo Тома Прељубовић?, Toma Preljubović e in greco Θωμάς Κομνηνός Παλαιολόγος?; ... – Giannina, 23 dicembre 1384) è stato un nobile serbo despota d'Epiro dal 1366 fino alla sua morte. Detenne anche l'epiteto di assassino degli albanesi (Ἀλβανιτοκτόνος).

## Biografia
Tommaso era figlio del cesare Gregorio Preljub governatore serbo della Tessaglia medievale, morto alla fine del 1355 o agli inizi del 1356. Sua madre Irene era figlia di Stefano Uroš IV Dušan e Elena di Bulgaria.
Dopo la morte violenta del padre, Tommaso rivendicò la Tessaglia per sua madre Irene, ma furono costretti a fuggire in Serbia a seguito dell'avanzata di Niceforo II Orsini nel 1356. Irene sposò Radoslav Hlapen, il governatore di Vodena, che ha preso sotto la sua protezione il giovane Tommaso.
Durante l'assenza del nuovo sovrano di Tessaglia Simeon Uroš Paleologo, despota d'Epiro nel periodo 1359-1360, Hlapen invase la Tessaglia, cercando di conquistarla per il suo figliastro. Anche se Simeon Uroš riuscì a contenere l'invasione, fu costretto a cedere Kastoria a Tommaso e a farlo sposare alla figlia Maria. Nel corso degli anni seguenti, Simeon Uroš riconobbe che non poteva far valere l'autorità effettiva su gran parte dell'Epiro e delegò il potere su Arta e Angelocastro ai locali capi albanesi. Nel 1366 i cittadini di Ioannina, l'ultima fortezza principale a rimanere sotto il controllo di Simeon Uroš, gli inviarono una petizione nella quale chiedevano la nomina di un governatore che li potesse proteggere dalle incursioni dei clan albanesi.
Simeon Uroš rispose designando Tommaso come suo governatore e spedì un'ambasciata agli abitanti di Ioannina. Tommaso giunse a Ioannina nel 1366 o nel 1367. Il suo regno in Epiro è narrato in maggior dettaglio nelle cosiddette Cronaca di Ioannina, dove viene rappresentato come un tiranno crudele e capriccioso. Tommaso requisì varie proprietà della Chiesa di Ioannina e consegnandole ai suoi seguaci serbi. Nel 1382 un nuovo incaricato dell'arcivescovo locale, Matteo, venne inviato da Costantinopoli, per investire Tommaso del titolo di despota a nome dell'imperatore bizantino Giovanni V Paleologo. Tuttavia, più tardi Tommaso litigò con l'arcivescovo e lo esiliò da Ioannina.
Tommaso fu anche accusato di perseguitare la nobiltà locale e, quindi, ha ispirò una serie di rivolte contro il suo governo. Oltre al sequestro di beni ecclesiastici e privati, impose nuove tasse e monopoli su vari prodotti, tra cui il pesce e la frutta. Oltre a fare affidamento sulle sue forze militari per far rispettare queste imposte, mosse guerra continua contro i clan albanesi e i governanti di Arta e Angelocastro.
Subito dopo la presa di possesso di Ioannina, Tommaso fu assediato senza successo dall'albanese Pietro Losha di Arta; questo conflitto si concluse con il matrimonio della figlia di Tommaso, Irene, con il figlio di Pietro, Giovanni. Quando i Ljosha persero Arta per mano di Gjin Bua Shpata di Angelocastro, la guerra riprese e venne poi conclusa con un matrimonio progettato tra Gjin e la sorellastra di Tommaso, Helena. Questo accordo però non durò a lungo, e nel 1377 Tommaso riuscì a sventare un attacco albanese ad Ioannina. Un altro attacco, giunto vicino alla presa della città, fu respinto nel 1379. Continuamente sotto tiro, Tommaso si rivolse per aiuto al vicino Impero ottomano. Quest'ultimo rispose prontamente e inviò una forza ausiliaria nel 1381. Tommaso approfittò di questo aiuto e conquistò molte fortezze nel periodo 1381-1384. I suoi successi spietati gli valsero l'epiteto di "assassino degli albanesi" (Αλβανοκτόνος, Albanoktonos).
Tuttavia, Tommaso venne in cattivi rapporti con la moglie Maria, che partecipò alla successiva cospirazione contro il marito. Il 23 dicembre 1384, Tommaso fu assassinato dalle sue guardie e la popolazione di Ioannina, sollevata e felice, giurò fedeltà a Maria e invitò suo fratello Giovanni Uroš Doukas Paleologo per avvalersi della sua consulenza nel governo dello stato.
Da una amante ignota, Tommaso II Preljubović ebbe almeno una figlia:
- Irene, che sposò Giovanni Ljosha di Arta, e morì nel 1374/5.

Da sua moglie Maria Angelina Doukaina Palaiologina, sembra abbia avuto un figlio:
- Preljub (Prealoupes), morto probabilmente in gioventù.